# Autoroute A31 (Portugal)
Pour les articles homonymes, voir A31.
L'autoroute portugaise A31 est une courte autoroute de 11 km contournant Coimbra par l'ouest, qui permet de relier Ribeira de Frades et l'  à l' IP 3  à proximité de Trouxemil.
Cette autoroute est gratuite.

## Capacité
| Section | Capacité | Longueur |
| ------- | -------- | -------- |
|         |          | 11 km    |

## Itinéraire
| Sorties | Villes                                       |
| ------- | -------------------------------------------- |
| 01      | Mealhada Pombal                              |
| 02      | Bencata                                      |
| 03      | Coimbra-Ouest N 1                            |
| 03      | Coimbra-Nord (Circulaire Externe de Coimbra) |
| 04      | Adémia de Cima-Ouest                         |
| 05      | Figueira da Foz IP 3 () Viseu IP 3           |